# Simon du désert
Pour plus de détails, voir Fiche technique et Distribution.
Simon du désert (Simón del desierto) est un film mexicain de Luis Buñuel, sorti en 1965.

## Synopsis
Simon, en stylite, vit en ermite au sommet d'une tour érigée en plein désert. Ses activités sont réduites au jeûne et à la méditation. Il lui arrive de s'ennuyer, et c'est dans ses moments de relâchement que le diable vient le tenter, apparaissant sous diverses formes.

## Fiche technique
- Titre original : Simón del desierto
- Titre français : Simon du désert
- Réalisation : Luis Buñuel
- Scénario : Luis Buñuel, Julio Alejandro, d'après un thème de Federico García Lorca[1]
- Musique : Raúl Lavista
- Direction de la photographie : Gabriel Figueroa
- Ingénieur du son : James L. Fields
- Montage : Carlos Savage
- Production : Gustavo Alatriste
- Pays de production :  Mexique
- Langue originale : espagnol
- Format : noir et blanc - 1,33:1 - son mono
- Durée : 45 minutes

## Distribution
- Claudio Brook : Simón
- Enrique Álvarez Félix : Frère Matías
- Hortensia Santoveña : La mère de Simon
- Francisco Reiguera : Le diable déguisé en sorcière
- Luis Aceves Castañeda : prêtre
- Antonio Bravo : prêtre
- Enrique del Castillo : Le mutilé
- Silvia Pinal : Le diable déguisé en femme
- Jesús Fernández : Le berger nain
- Glauber Rocha
- Eduardo MacGregor
- Enrique García Álvarez

## Analyse
Dernier film mexicain de Buñuel, Simon du désert est en fin de compte un moyen métrage, son auteur n'ayant pu réaliser toutes les séquences souhaitées, faute de moyens financiers,. Pour le personnage principal du film, Buñuel s'est inspiré d'un personnage historique, Siméon le Stylite, qui vécut en ermite, au Ve siècle, perché en haut d'une colonne dans un désert de Syrie, pendant plus de quarante ans.
Le critique de cinéma Gérard Lenne écrit à propos du film : « L'humour décapant de Buñuel s'en prend ici à la religiosité mystique avec une efficacité rarement atteinte à l'écran ...»

## Récompenses
- 1965 : Grand Prix du jury et prix FIPRESCI à la Mostra de Venise 1965